# Wyzwalacz wyłącznika
Wyzwalacz (łącznika mechanizmowego) – urządzenie mechanicznie powiązane z łącznikiem mechanizmowym, które uruchamia mechanizm napędowy i pozwala otworzyć bądź zamknąć aparat. Najczęściej wykonany w postaci zamka czy też zapadki zwalniającej mechanizm napędu łącznika, często do napędu stosowana jest sprężyna.
Wyzwalacze mogą mieć różna konstrukcję. Najczęściej są to elementy elektryczne ale mogą być też mechaniczne, pneumatyczne, hydrauliczne i inne.
Wyzwalacze umożliwiają procesy automatyczne łączenia obwodów. Wykorzystywane są głównie w rozdzielniach i stacjach elektroenergetycznych w procesach sterowania i zabezpieczania obwodów.